# Aurinia leucadea
Aurinia leucadea là một loài thực vật có hoa trong họ Cải. Loài này được (Guss.) K.Koch mô tả khoa học đầu tiên năm 1853.